# 周末
周 末（しゅう まつ、Zhou Mo、仮名転写：チョウ モ）は、中国の男子ソフトテニス選手。

## 来歴
2014アジア競技大会（インチョン）でシングルス銅メダル、ミックスダブルスで銀。

## 四大国際大会戦績
- 2013東アジア競技大会[2]　シングルスベスト8 国別対抗第三位
- 2014アジア競技大会　シングルス3位　ダブルス予選リーグ敗退　ミックスダブルス準優勝　国別対抗　第三位
- 2011世界選手権　シングルス準優勝　国別対抗団体戦ベスト8[3]